# Només el cel ho sap
Només el cel ho sap és una pel·lícula de drama i amor dirigida per Douglas Sirk en 1955 i protagonitza per la Jane Wyman i en Rock Hudson, que tracta sobre una vídua de classe alta que decideix casar-se amb el seu jardiner, que és molt més jove. El matrimoni serà mal vist pels amics i fills de la protagonista, fet que la portarà a prendre una decisió important al respecte.

## Context
"La pel·lícula tracta de l'antítesi entre el moderat rousseauisme de Thoreau i la societat americana establerta. Guarda certa relació, també, amb "Take me to Town", que tracta de l'ideal americà de la vida senzilla, a l'aire lliure."
En Sirk s'inspira en la imatge edènica d'un poble anomenat New England, que està ubicat als Estats Units. Aquesta localitat en la trama serà anomenada "Stonington". La pel·lícula comença amb un primer pla de l'església, que és seguit per una imatge aèria de cases perfectes, envoltades de jardins i automòbils d'últim model. Pel que sembla és un poble suburbà típic de l'època de postguerra americana, que serà l'escenari ideal per aquests mons contradictoris: d'una banda, els ciutadans pertanyents al grup elit de classe social mitjana-alta, i els naturalistes o bohemis que viuen en general als afores del poble.
Amb aquesta imatge inicial, es pot deduir la importància que té l'església per al poble, i com tot gira al voltant de la influència que aquesta exerceix. És per això que en Sirk afirmà: "[…] la ciutat es mostra disposada al voltant del campanar de l'església. No se'n veu a ningú anant a l'església, perquè això seria massa evident. Però fins i tot així, aquesta església és una presó, igual que les cases, que són les seves gàbies. "
Pel que fa a l'emplaçament del llogaret, l'església funciona com una centralitat i, segons Sara Hayat, en Sirk psicològicament està encoratjant al públic a pensar que la ciutat està organitzada com un panòptic, ja que tots els habitatges miren cap als carrers i poden observar cada moviment dels altres, però al mateix temps obliden que ells mateixos estan sent observats. Això no passa entorn de Ron, ja que ell viu en una cabana allunyada de la multitud, perduda entre el bosc.

## Sinopsi[calcitació]
Cary Scott (interpretada per Jane Wyman) és una vídua de classe alta amb dos fills grans, que ha estat vivint una vida tranquil·la i afable des que el seu marit va morir. Ara que els seus fills han crescut i ja no poden estar a casa sempre, Cary s'avorreix i una amiga seva la convida a comprar-se una televisió per badar, però a ella no li serveix. Així doncs, comença a fer amistat amb el Ron Kirby, el seu jardiner, un home d'esperit lliure i romàntic, de classe baixa, fins que acaben enamorant-se i decideixen casar-se. El problema està en el fet que els seus amics del club de camp i, més tard, els seus fills, s'oposen a la relació. Per això, Cary acaba decidint sacrificar la seva relació per totes aquestes persones, decisió de la qual més endavant es penedirà fortament i finalment, corregirà.

### Acte 1: Golden Raintree
La pel·lícula s'obre amb una vista en expansió de la ciutat i, posteriorment, s'acosta a una casa suburbana. L'escena s'obre quan una dona, Sara Warren, creua la gespa per parlar amb Cary Scott, la protagonista de la pel·lícula. Les dues xerren i Cary li explica que té molt de temps lliure té aquests dies, ara que el seu marit ha mort. Se suposava que Sara i Cary anaven a esmorzar, però Sara no té temps, així que només va a tornar els plats. Sara comenta sobre el fet que Cary té sort de no ser una dona del club de camp (que estava completament ocupada). Sara convida a Cary a un sopar en el club de camp, i li suggereix que convidi a en Harvey, un altre vidu com la mateixa Cary, que l'acompanyaria sens dubte. El jove jardiner, Ron Kirby, s'ofereix a ajudar a Cary amb les seves caixes de tornada a la casa. Posteriorment, Cary convida a Ron a seure i a compartir el dinar que havia preparat per a ella i Sara. Ells mantenen una conversa sobre jardineria i la mort del seu pare i la seva eventual esperança d'anar a l'escola l'agrícola. Cary pregunta sobre els arbres que té, i Ron respon que té un arbre de pluja daurat que només prospera prop d'una casa d'amor. Ron se'n va per tornar a la feina mentre Cary s'aferra a la peça de l'arbre que estava descrivint.

### Acte 2: Tomba egípcia
La següent escena comença amb Cary en el seu tocador, preparant-se per al sopar de club de camp aquesta nit. El seu fill, el Ned, i la seva filla, Kay, han tornat a casa de les seves escoles per passar el cap de setmana. Ella els explica que la van convidar a sopar, i que en Harvey la va recollir. Els nens es miren amb malícia mentre que el Ned va a la sala d'estar a preparar begudes per a l'arribada d'en Harvey. Kay procedeix després a parlar sobre en Harvey, i com és una bona parella per a la seva mare vídua. Kay després parla sobre la tomba egípcia on les esposes estaven emmurallades amb els seus esposos, i com la comunitat es va assegurar que això succeís. S'aventuren a baix mentre en Ned prepara begudes i comenta sobre l'impressionant vestit vermell de la seva mare. En quant en Harvey arriba, seuen a la sala d'estar i conversen. Ell comenta sobre la seva aparença enlluernadora i recorda el difunt marit de Cary, ja que una vegada van ser amics. Els dos finalment se'n van al sopar del club de camp.

### Acte 3: Stoningham Country Club
En Harvey i Cary entren al sopar només per ser abordats per molts membres del club que saluden a la vídua. Després se'ns presenta a en Mico, que segueix parlant sobre la joventut i el vestit vermell de Cary. Un altre membre casat, Howard, li demana ballar amb ella i parlen sobre les seves famílies. Ell expressa el seu amor per Cary mentre ballen al pati, on intenta besar-la, però ella es resisteix a ell, sabent molt bé que és un home casat. Cary surt corrent del pati, disgustada amb els comentaris d'Howard.

### Acte 4: Campionat vs. romanç
L'escena es remunta a la casa de Cary, on el Kay i un dels amics de l'escola secundària d'en Neds, el Freddie, estan tractant de ser afectuosos amb ella, encara que els seus avenços es trunquen a causa de les teories d'atracció de Kay Freudian. Posteriorment, la seva mare torna a casa amb en Harvey i ell procedeix a acompanyar-la fins a la porta. Ell li pregunta descaradament a Cary si considera casar-se amb ell, ja que tots dos estan sols de totes maneres i assumeix que ella només voldria companyia, no amor en aquest moment de la seva vida. Cary es queda a la porta reflexionant sobre la seva pregunta, però també bastant decebuda. Mentrestant, en Kay encara està tractant d'explicar les seves teories sobre l'amor i l'atracció i comencen a besar-se. Cary es retira a la seva habitació, on mira els trossos de l'arbre dels fanalets daurat que Ron li havia donat aquest mateix dia.

### Acte 5: La casa de vidre / El vell molí
L'acte blau de Saras arriba a la casa de Cary, on es veu a Ron encara treballant en la propietat de Cary. Cary no parla amb Ron des que s'havia anat les últimes setmanes i el convida a fer un cafè, però Ron ha d'acabar el seu treball, ja que aquest serà l'últim any que farà aquesta feina. És dedica tant a sembrar arbres com a treball de temps complet. Mentre li diu adéu, el Ron convida a Cary a casa seva per mostrar-li els diferents arbres que té. Cary al principi es nega, però canvia d'opinió i decideix acompanyar-lo. Condueixen cap a un camp colorit on un vell molí es troba a la banda del seu jardí. Cary se sorprèn al saber que viu en un lloc tan terrenal, però també l'admira per això. S'aventuren cap al molí avariat que fascina Cary i ella pren una tetera Wedgwood trencada i vol tornar a ajuntar les peces per a ella. Cary segueix mirant al voltant del molí i puja les escales només per ser espantada per un ocell i cau en els braços de Ron mentre comparteixen una mirada romàntica. Ella li suggereix a Ron que treballi en el molí i faci una llar amb ell. Ron s'acosta a Cary i s'abracen en un primer petó romàntic. Atordits i confosos per les seves emocions, Cary i Ron surten del molí i ell la torna a casa seva. Quan Ron deixa a Cary, ell insisteix que es tornaran a veure una vegada que torni del seu viatge, encara nerviós pel petó, i la ella s'adhereix a la seva insistència.

### Acte 6: Dues invitacions
Es veu a Sara caminant cap a la casa de Cary, i ella entra a la casa per convidar-la a sopar a casa seva, on també assistirà la reina de les xafarderies, la Mona. Sara insisteix a aconseguir un televisor com a companya, ja que ara és vídua. Sona el timbre i Ron està a la porta. Ell convida a Cary amb ell a la casa dels seus amics on probablement també es quedarien a sopar. Cary li presenta a Sara a Ron i tot just l'obliga a continuar amb la seva invitació per sopar aquesta nit. Cary rebutja la invitació a sopar a Sara i decideix anar amb el Ron. Agafa el seu abric i se'n van a casa dels amics de Ron.

### Acte 7: Walden Clambake
Els dos condueixen fins a la casa dels amics de Ron, on Cary coneix a en Mick i a l'Alida Anderson. En Mick solia ser executiu de publicitat i, quan va conèixer a Ron, aquest li havia mostrat el camí de la natura, per dir-ho així. Tots seuen amb unes copes i unes torrades. Els dos homes surten al celler per preparar-se per al sopar mentre Cary i l'Alida es queden soles; aquesta última continua preguntant sobre Ron. Cary pren un llibre de sobre la taula de Thoreau, i l'Alida li explica com el seu marit viu d'aquest llibre, així com Ron també ho viu. També li explica com Ron li va mostrar a en Mick que hi havia més a la vida que els diners i la cursa per assegurar-los. La jove prima de l'Alida, la Mary-Ann, s'afanya a entrar en escena. Baixa corrent les escales, novament ilusionada, ja que es pensava que anava a passar la nit amb uns amics, tot pensant la festa seria avorrida. Es troba amb el Ron a peu de les escales, i mentre coqueteja amb ell, posa a Cary una mica gelosa. Després d'això, tornen a l'interior i comencen a preparar-se per les festivitats. Cary és presentada a una varietat de persones cultural i ètnicament diferents, que arriben amb les seves respectives contribucions al sopar. La festa s'avança a la multitud, que balla amb música en què Ron canta i toca el piano per Cary. Després, els dos ballen tota la nit, arribant just a temps per al sopar.

### Acte 8: Te Wedgwood
L'escenari canvia a l'hivern quan Cary es prepara per anar-se'n mentre un venedor de televisió li pregunta si li interessa un (ja que Sara li ho havia esmentat). No obstant això, ella es nega dient que no li interessa. El cotxe de Cary arriba al molí de Rons on li mostra la feina que ha realitzat fins ara en el lloc. Mentre el Ron li treu les botes a Cary, ella descobreix que ell li ha tornat a armar la tetera Wedgwood. Ell li informa que la raó per la qual va començar a treballar en el lloc va ser per als dos, ja que la cara de Cary està atònita davant la idea que després li demana que es casi amb ell. Ella és reticent al principi perquè no ha pensat en el matrimoni i en com seria impossible i insinua que hi ha altres coses que s'interposen en el camí, com els seus fills i la seva inseguretat sobre com viu el Ron la seva vida i si ella pot encaixar en el mateix motlle, sense estar segura de si funcionaria o no. No obstant això, Ron està segur del seu amor per Cary. Té por d'una vida diferent que no segueixi el motlle de l'escenari de club de camp a què està acostumada. Molesta amb Ron per no entendre-la, comença a anar-se'n i colpeja la tetera Wedgwood trencant-la en trossos un cop més. Ron diu que no importa i llança les restes al foc. Ella surt per la porta però ha oblidat les seves botes i s'esfondra i li confessa el seu veritable amor per ell i s'abracen. Descansen al costat de foc mentre Cary contempla lo difícil que serà per a la comunitat i especialment per als seus fills acceptar-los mentre Cary i Ron miren junts per la finestra de l'molí.

### Acte 9: Carnisseria
L'escena comença quan la Mona camina pel carrer cap a la carnisseria de Stoningham, on veu a Cary a través de la finestra menjant carn. La Mona entra mentre el carnisser transmet informació que la va estranyar el cap de setmana i la Mona pregunta on ha estat. Cary insisteix que se'n va anar a passar el cap de setmana ja que els nens estarien fora de la ciutat, però la Mona sent alguna cosa que no li està dient. No obstant això, la Mona veu a Cary entrar en l'acte de Ron i li preocupa que la Mona corri la veu ràpidament. A Cary el preocupa per què és tan difícil per a dues persones que estan enamorades expressar-se i el Ron respon que no ho és si no és que tu ho facis. El Ron suggereix que l'hi diguin als nens el més aviat possible en lloc d'esperar. L'escena talla a Cary a casa ja que la Mona ja ha difós la notícia i Sara està allà perquè no creu una paraula del que va dir, però Cary insisteix que la seva relació és real. Mentre Sara tracta de brindar suport, li expressa a Cary totes les diferents raons per les quals la gent criticarà la seva relació, infonent a Cary tots aquests escenaris absurds que la preocupen encara més; especialment sobre els seus fills. No obstant això, Cary pren una posició i no vol permetre que l'odi rancorós de ningú arruïni la seva relació. Sara, per a incorporar a Ron (per acceptació), els convida a un còctel al club.

### Acte 10: Trofeu Pares
La següent escena curta a l'estació de tren on el Ned ha tornat a casa durant el cap de setmana. Entra a la casa mentre Cary ha estat guardant coses al soterrani, reorganitzant. El Ned es pregunta sobre les misterioses notícies que té la seva mare per a ell i en Kay. Es reuneixen al dormitori de Cary i ella els diu que es va a casar i estan encantats, però, pensen que és el Harvey i es sorprenen el saber que es referia al jardiner, Ron Kirby. El Ned explota contra la seva mare després que ella insisteix que no és una broma i Kay comença a analitzar racionalment la situació mentre Cary es preocupa cada vegada més per les seves reaccions a la notícia. Cary els informa que aniran al còctel i que el Ron passarà per allà perquè puguin trobar-se. Els nens comencen a treure conclusions sobre el Ron i qui és i com la seva relació mai funcionarà. Sona el timbre i tots baixen les escales i els demanen que li donin una oportunitat justa. Tots es traslladen a la sala d'estar mentre el Ned prepara la seva signatura Martinis de mala gana. El Ned s'adona que el trofeu del seu pare no està a la lleixa de la xemeneia i es preocupa per la seva absència. Es pregunta què més reemplaçarà la seva mare a la llar. El Ron intenta explicar que no viurien a casa i Ned està enutjat pel fet que la casa ha estat a la família durant molts anys. A continuació, Kay pinta a la seva mare en un paper convencional, ja que els seus desitjos d'aprovació grupal serien més importants. Els nens deixen a Cary i el Ron a la sala sentint-se buits i no desitjats. No obstant això, el Ron li explica a Cary que no estan acostumats a un home com ell i que eventualment vindran donant-li una sensació d'esperança i seguretat. Els dos després es dirigeixen al còctel.

### Acte 11: Bella casa de Sara
Els convidats al còctel estan tots reunits al voltant de les finestres, esperant amb impaciència l'arribada de Cary i el seu nou nòvio mentre fan safareig sobre com ha de ser ell. Els dos entren a la festa, ja que tots semblen estar mirant-los. La gent fa comentaris molt sarcàstics sobre l'edat de Cary, el seu matrimoni i la carrera de Ron. Ron és convidat a prendre una copa amb l'espòs de Sara i ella es troba amb Howard, qui prèviament havia tractat de besar Cary. Howard segueix a Cary a una altra habitació i una vegada més la constreny i la besa de forma inadequada, i Ron intervé amenaçant a Howard mentre tots els convidats a la festa van en massa a l'escena. Ron i Cary decideixen anar-se de la festa immediatament mentre els convidats xiuxiuegen i dramatitzen l'esdeveniment fent que Ron sigui el dolent per assetjar a Howard.

### Acte 12: Un bon conjunt de músculs
L'escena es desenvolupa quan Cary i Ron tornen a la casa on es pot veure Ned a través de la finestra passejant ansiosament per la sala d'estar. Ron li assegura a Cary que res és més important que la seva relació, ja que ella accepta de mala gana i es va sola a la porta. Ned acorrala a la seva mare i li diu que conèixer a Ron no ha canviat els seus sentiments i diu que algú ha de pensar amb claredat en aquesta família. Li recorda a Cary sobre renunciar a la casa i sobre la tradició i com va a afectar el que la gent pensa de Cary i la seva família. Cary l'informa que seguirà endavant amb el matrimoni i el Ned li diu que no tornarà a visitar-la a causa de la seva desaprovació i deshonra per la decisió de la seva mare. El Ned abandona precipitadament la casa enfadat, deixant a Cary despentinada.

### Acte 13: Rosassa
L'endemà al matí, Cary està en el seu telèfon parlant amb Sara sobre els esdeveniments de les nits anteriors mentre Kay puja corrent les escales plorant a la seva habitació. Cary entra a l'habitació de Kay per consolar-la seva filla preguntant-se què li passa. Kay havia estat a la biblioteca amb en Freddie i algú va fer un comentari sobre la seva mare dient que havia estat veient a Ron fins i tot abans que el seu pare morís. Kay va sortir de la biblioteca plorant i de camí a casa ella i en Freddie es van barallar perquè va dir que no li importava el que la gent pensés de la seva mare, però que en realitat si. Cary diu que no pot suportar veure'ls als dos tan angoixats i en Kay ràpidament pregunta si arruïnaria totes les seves vides només per l'amor de Ron. Cary tracta de relacionar amb la seva filla sobre la seva comprensió de diferents persones com Ron, però Kay admet que realment no comprèn i la situació en què es troba la seva mare la molesta. Cary mira cap a un altre costat una vegada més en conflicte i al veure que s'ha de fer alguna cosa pel bé dels seus fills.

### Acte 14: Una sensació local
Cary condueix fins al molí per veure a Ron mentre treballa en la seva nova llar. Ella li informa a Ron que els seus fills no han acceptat la seva relació i li demana que esperi una mica per casar-se. Cary insisteix que esperin perquè Kay i el Ned s'acostumin a la idea i que la xerrada de la ciutat finalment s'apagui. Ron té el cor trencat i no entén i evoca un escenari en el qual finalment és acceptat al club de camp i seran convidats a tots els sopars, assimilant-se a la societat en la qual Ron viu. Cary vol facilitar les coses, però Ron veu que podria canviar fàcilment i no vol viure aquest estil de vida. Qüestiona la responsabilitat de Cary pels seus fills en una avaluació de les pròpies inseguretats de Cary sobre com encaixar. Cary pren represàlies amb la capacitat de Ron de seguir les seves pròpies regles i no acceptar a ningú més i fer que ella triï entre ella o els nens. No obstant això, Ron li diu que ella és la que està prenent una decisió difícil. Cary tria acabar la seva relació mentre Ron mira estupefacte per la seva decisió i ella surt precipitadament de l'molí deixant a Ron amb el cor trencat.

### Acte 15: Telèfon i Telegrama
La següent escena mostra a Sara asseguda a la casa de Carys mentre tanca la porta de la senyora de la neteja que està passant l'aspiradora. Sara insisteix que Cary ha fet el correcte a l'acabar la seva relació pel bé dels seus fills. Sara li diu que podrà tornar a la cleda del club de camp tot i l'esdeveniment. Sara consola a Cary dient-li que tot tornarà a la normalitat i que encara té als nens. En Ned truca per telèfon i Cary l'informa al seu fill que ha decidit no casar-se. Ell està distret i content, però no fa un escàndol per això, només feliç que ella va prendre la decisió correcta deixant emocionalment confosa. Cary s'aventura a l'estació de tren per recollir els seus fills per a casa de cap de setmana. Mentre està allà, Cary es troba amb el metge de la ciutat i l'informa que ha tingut la intenció de passar pels freqüents mals de cap que ha estat tenint últimament. No obstant això, ni el Ned ni el Kay baixen del tren i per telegrama l'informen que estaven massa ocupats per arribar a casa deixant a la seva mare sola i abandonada.

### Acte 16: Avet amb punta platejada
Cary camina de tornada pel centre de la ciutat on es venen arbres de Nadal en el lot. Navega entre els arbres i es troba amb Ron que ajuda a en Mick a lliurar els arbres. Tenen un moment sincer junts quan Cary pregunta sobre en Mick i l'Alida i el seu record de les piceas amb puntes platejades. No obstant això, la Mary-Ann, la prima de l'Alida, intervé quan ha vingut a buscar-lo. Cary es veu decebuda i decideix prendre l'arbre comú i d'aspecte lleig en lloc del bonic i es va mentre Ron mira.

### Acte 17: Televisió
La següent escena és dins de la sala de Cary on està decorant l'arbre que havia comprat. Cary mira per la finestra, ara sol, escoltant les nadales i contemplant. El Ned i Kay arriben a casa per Nadal i Cary està encantada de veure'ls. El Ned es pregunta on són les seves mares presents i necessita fer una trucada telefònica a l'respecte. Kay es treu el guant i li informa a Cary que Freddie li ha proposat matrimoni, Cary és escèptica perquè és molt jove, però Kay li recorda a la seva mare que ella també era jove quan es va casar. Cary està trist perquè sent que és massa aviat. Kay consola a la seva mare dient-li que estava sent infantil quan sobreactivo la seva relació amb Ron. en Ned entra a l'habitació un cop més i informa Cary que han de vendre la casa ja que tots dos estaran fora durant l'any i massa ocupats per tornar a casa. Cary està estupefacte i davant la seva idea, ja que havia estat tan inflexible en mantenir la casa. Sona el timbre de la porta i Kay torna a consolar a la seva mare, qui s'adona que tallar la seva relació amb Ron no tenia sentit i Kay es disculpa per fer mal a la seva mare i li informa que no és massa tard si enRon la mestressa. En Ned torna a entrar a l'habitació amb un nou televisor que li havien regalat per Nadal.

### Acte 18: Caça del faisà
Es mostra a Ron caminant pel bosc a prop del seu molí amb en Mick caçant faisans. En Mick li diu a Ron que no ha estat el mateix des que va trencar amb Cary i Ron li pregunta què ha de fer a l'respecte. En Mick li diu a Ron que hauria cridar-la i reconciliar-se amb ella o fer qualsevol cosa per tornar amb ella i diu que les dones volen que els homes prenguin una decisió per elles. Ron decideix seguir caçant mentre en Mick torna a casa. L'escena després talla a Cary després d'haver visitat al metge amb el qual va parlar abans i ell li informa que res està malament físicament amb Cary. Ell li diu que s'està castigant a si mateixa per Ron. Ell li diu a Cary que hauria casar-se amb Ron i que seguirà tenint mals de cap fins que ho faci. Ajuda a Cary a adonar-se que està renunciant a una cosa tan preciós com l'amor i no ha de permetre que ningú li digui el contrari. Ella pensa que és massa tard i surt del consultori de metge.

### Acte 19: Trobades accidentals
Al sortir, veu a l'Alida conduint i s'atura per xerrar amb en Cary i informar que la seva cosina la Mary-Ann es va a casar amb un noi de Nova Jersey que havia estat sortint. L'estat d'ànim de Cary canvia, ja que està feliç de saber que Ron encara està disponible. Cary s'acomiada de l'Alida i està eufòrica i decideix anar a casa de Ron per confessar el seu veritable amor. Encara que quan arriba, dubte, Ron la veu i la flama però ella no l'escolta. Ron corre cap al molí, però perd l'equilibri en la muntanya i cau inconscient mentre Cary s'allunya.

### Acte 20: Vigília de capçalera
Ara de tornada a casa, Cary escolta el timbre de la porta i l'Alida respon informant a Cary que alguna cosa terrible li ha passat a Ron. S'afanyen a tornar a l'molí on Ron està sent atès pel metge i una infermera. La infermera els informa que no estan segures de com està ell i li diu que no han de molestar Ron, ja que està adormit al sofà. Cary s'adona que la casa del molí en què Ron ha estat treballant està acabada i l'Alida li diu a Cary que mai va perdre l'esperança de la seva relació. Cary finalment entén ara el que vol dir no donar importància a coses sense importància i se sent avergonyit per no donar-se compte abans. Però l'Alida li diu a Cary que es necessita temps, com ho van fer ella i en Mick, per comprendre el significat de la vida. Cary sobre una cadira a la banda de Ron i es queda amb ell, finalment es queda adormit al seu costat.

### Acte 21: Cérvol
L'endemà al matí, el metge va tornar i li diu a Cary que ha tingut una commoció cerebral i que no s'ha de moure. Ell li diu que li prendrà temps recuperar-se i Cary insisteix que ella no fugirà per ajudar-lo a recuperar-se del tot. Un cérvol entra en el teló de fons de la finestra mentre Cary està al seu costat. Ron comença a moure i Cary corre cap a ell. Ron està feliç de veure Cary i li diu que ha tornat a casa. L'última presa és del cérvol solitari vagant fora de la seva finestra.

## Premis
El 1995 va ser escollida per la Junta Nacional de Preservació de Pel·lícules dels Estats Units.

## Repartiment
El repartiment de Només el cel ho sap es compon de:
- Jane Wyman com a Cary Scott, la vídua
- Rock Hudson com a Ron Kirby, el jardiner
- Agnes Moorehead com a Sara Warren
- Conrad Nagel com a Harvey
- Virginia Grey com a Alida Anderson
- Gloria Talbott com a Kay Scott
- William Reynolds com a Ned Scott
- Charles Drake com a Mick Anderson
- Hayden Rorke com a Dr. Dan Hennessy
- Jacqueline Dewit com a Mona plash
- Leigh Snowden com a Jo-Ann Grisby
- Donald Curtis com a Howard Hoffer
- Alex Gerry com a George Warren
- Nestor Paiva com a Manuel
- Forrest Lewis com a Mr. Weeks
- Tol Avery com a Tom Allenby
- Merry Anders com a Mary Ann